# Гуринівка (Богодухівський район)
Гурині́вка — село в Золочівській громаді Богодухівського району Харківської області України. Населення становить 344 осіб. 

## Географія
Село Гуринівка знаходиться на річці Рогозянка в місці впадання в неї річки Кадниця (права притока), вище за течією на відстані 2 км розташоване село Велика Рогозянка, нижче за течією за 2 км — селище Перемога.

## Назва
За легендою, село засноване козаком на прізвище Гура[джерело?].

## Історія
- 1730 рік — дата заснування.
- Село постраждало внаслідок геноциду українського народу, вчиненого урядом СССР у 1932—1933 роках, кількість встановлених жертв у Великій Рогозянці, Гуринівці та Сковородинівці — 48 людей[1].
- 12 червня 2020 року, розпорядженням Кабінету Міністрів України № 725-р «Про визначення адміністративних центрів та затвердження територій територіальних громад Харківської області», увійшло до складу Золочівської селищної громади.[2]
- 19 липня 2020 року, в результаті адміністративно-територіальної реформи та ліквідації Золочівського району, село увійшло до складу Богодухівського району[3].

## Також
- Перелік населених пунктів, що постраждали від Голодомору 1932-1933, Харківська область